# جورجتاون (واشنطن العاصمة)
جورجتاون (بالإنجليزية: Georgetown)‏ هي حي تاريخي ومنطقة تجارية وترفيهية تقع في شمال غرب واشنطن العاصمة على ضفاف نهر بوتوماك. تأسس ميناء جورجتاون في عام 1751 في مقاطعة ميريلاند، أي قبل إنشاء القطاع الفدرالي ومدينة واشنطن بنحو 40 عاما. ظلت جورجتاون  بلدية منفصلة حتى عام 1871 عندما أنشأ كونغرس الولايات المتحدة كيانا موحدا جديدا اسمه مقاطعة كولومبيا. ألغى قانون منفصل صدر في عام 1895 القوانين المحلية المتبقية لجورجتاون وأعيدت تسمية شوارع جورجتاون لتتوافق مع تلك الموجودة في مدينة واشنطن.
تقع الشوارع التجارية الرئيسية في جورجتاون على تقاطع شارع ويسكونسن وشارع م، وعليها متاجر فاخرة وحانات ومطاعم، بالإضافة إلى السوق التجاري المحاط بجورجتاون بارك، ومطاعم مرفأ واشنطن على شارع ك، بين شارعي 30 و31.
يقع الحرم الجامعي الرئيسي لجامعة جورجتاون في الحي، وكذلك العديد من المعالم الأخرى مثل مكتب فولتا والمنزل الحجري القديم، أقدم مبنى في واشنطن لم يطرأ عليه تغيير.تقع سفارات كل من الكاميرون وفرنسا وكوسوفو وأيسلندا وليختنشتاين ومنغوليا والسويد وتايلاند وأوكرانيا وفنزويلا في جورجتاون.

## التاريخ

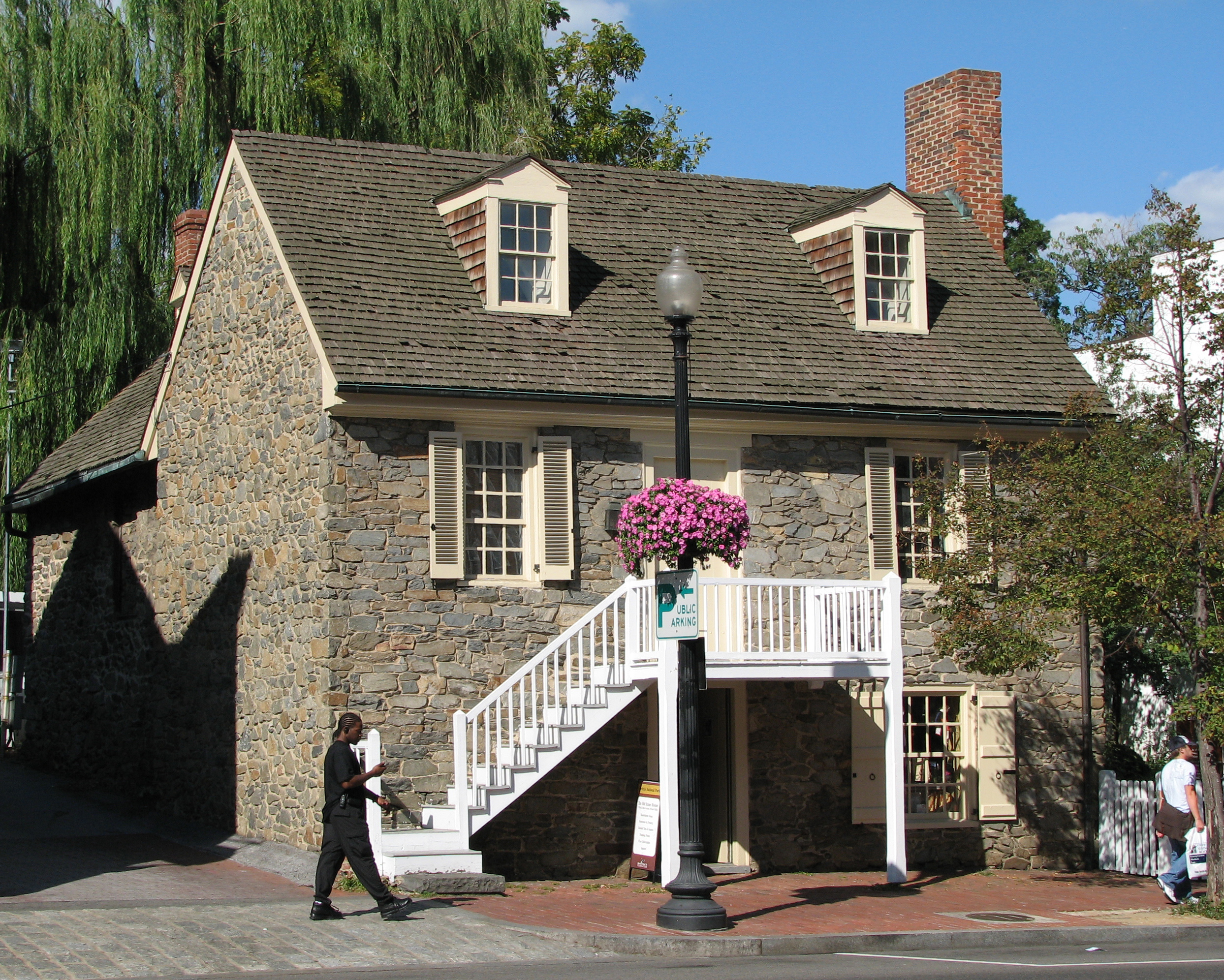
البيت الحجري القديم الذي بني عام 1765 هو واحد من أقدم المباني في واشنطن العاصمة.

تقع جورجتاون على خط الجندلة وكانت أبعد نقطة في نهر بوتوماك يمكن للقوارب المتجهة للمحيط أن تصل إليها. في عام 1632، وثق تاجر الفراء الإنجليزي هنري فليت قرية للأمريكيين الأصليين من قبيلة ناكوتشتانك اسمها تاهوغا على الموقع الحالي لجورجتاون وبدأ تجارته هناك. كانت المنطقة جزءا من مقاطعة ماريلاند، وهي مستعمرة إنجليزية.
شيد جورج غوردون مبنى لتفقد التبغ على ضفة نهر بوتوماك في حوالي 1745. كان الموقع محطة تجارية للتبغ عندما تم بناء مبنى التفتيش. بعد ذلك، بنيت مستودعات وأرصفة وغيرها من المباني حول مبنى التفتيش، وسرعان ما أصبحت مجتمعا صغيرا. بعد وقت ليس بالطويل نمت جورجتاون إلى ميناء مزدهر لتيسير التجارة وشحن البضائع من مستعمرة ماريلاند.
في 1751، أذنت السلطات التشريعية في مقاطعة ميريلاند بشراء 60 فدان (240,000 م2) من الأراضي من غوردون وجورج بيال بسعر 280 جنيه استرليني. تم الانتهاء من مسح البلدة في فبراير 1752. يعتقد البعض بأن جورجتاون مسماة على اسم جورج الثاني ملك بريطانيا العظمى، الذي بنيت على عهده. نظرية أخرى هي أن المدينة سميت على اسم مؤسسيها جورج غوردون وجورج بيال. أصدرت السلطة التشريعية بماريلاند رسميا ميثاق تأسسيس البلدة في عام 1789. (على الرغم من أن جورجتاون لم تكن مدينة أبدا، إلا أن بعض تشريعات الكونغرس من القرن التاسع عشر كانت تشيرإليها ب«مدينة جورجتاون».) أصبح تاجر التبغ روبرت بيتر أول رئيس لبلدية جورجتاون في عام 1790.

## وصلات خارجية
- جورجتاون على موقع الموسوعة البريطانية (الإنجليزية)

1. ↑  Delany, Kevin (1971). A Walk Through Georgetown. Kevin Delany Publications.
2. ↑  Lesko 1991، صفحة 1.
3. ↑  Ecker 1933، صفحات 1-6.
4. ↑  Jackson، Richard Plummer (1878). The Chronicles of Georgetown, D.C., from 1751-1878. R. O. Polkinhorn. ص. 3–4. مؤرشف من الأصل في 2016-11-18.
5. ↑  Lesko 1991، صفحات 1-2.
6. ↑  Tindall، William (1901). The Establishment and Government of the District of Columbia. Government Printing Office. ص. 15. مؤرشف من الأصل في 2020-02-15.
7. ↑  Ecker 1933، صفحة 8.